# Акоп Карнеці
Ако́п Карнеці́ (вірм. Հակոբ Կարնեցի; 1619, Ерзурум — імовірно, 1673, там же) — вірменський хроніст XVII століття.
Народився в родині священника у місті Ерзурумі, столиці Західної Вірменії (під контролем Османської імперії). Батько, Георг, надав своєму сину початкову освіту. У 1641 році Акоп вирушив до Ечміадзину (що в Східній Вірменії, під конролем Сефевідської імперії), де був висвячений у священники. Ведучи службу парафіяльним священником в Ерзурумі після свого повернення, в інший час присвячував себе переписуванню рідкісних рукописів та власному письменству.
Серед його творів:
- «Історія церкви Пресвятої Богородиці в Карині» (видана у Вагаршапаті у 1903 році К. Костаняном);
- «Топографія верхньої Вірменії» — всебічне топографо-географічне дослідження 23-х областей вірменського регіону Карін[en], з описом населення, його соціального та економічного життя та традицій кожної області (видана у Вагаршапаті у 1903 році К. Костаняном);
- «Хронологія» — опис важливих подій, що відбулись у Вірменії, починаючи 1482 та закінчуючи 1672 роком (видана у 1951 році В. Акопяном);
- «Життя отця Геворга Карнеці» (видана у 1951 році В. Акопяном)[2].

Також йому приписують одну книгу коментарів до Книги Пісні Пісень Соломона.
Мова Акопа Карнеці являє собою класичну вірменську, письмову мову його часу, з вкрапленнями запозичених слів та виразів.
Як і його батько, Акоп був одруженим священником. Імовірніше, що він помер в Ерзурумі, у 1673 році.